# Wei Jingsheng
Wei Jingsheng (ur. 20 maja 1950) – chiński dysydent, z zawodu elektryk.
W wieku 16 lat został członkiem Czerwonej Gwardii, w 1967 roku podczas walk frakcyjnych na kilka miesięcy znalazł się w więzieniu. Po wyjściu na wolność pracował jako elektryk w pekińskim zoo.
5 grudnia 1978 roku na fali odwilży po rewolucji kulturalnej wywiesił słynne dazibao o „piątej modernizacji" (第五个现代化), czyli demokracji. Następnie publikował w miesięczniku Tansuo. Za coraz ostrzejszą krytykę Deng Xiaopinga i atakowanie Mao Zedonga (obu nazwał tyranami) został aresztowany 29 marca 1979 roku i 16 października skazany na 15 lat więzienia.
Zwolniony w 1993 roku, pół roku przed końcem kary. Aresztowany ponownie 21 listopada 1995 roku i 13 grudnia skazany na 14 lat więzienia.
W 1996 roku otrzymał Nagrodę Sacharowa. Rok później zwolniony z więzienia „ze względów medycznych” i wydalony z kraju. Obecnie mieszka w USA.
W swoich listach do Deng Xiaopinga często obrażał go, krytykował także prowadzoną przezeń politykę. W 1979 roku odrzucił propozycję spotkania z nim, twierdząc że Deng „nie ma żadnego prawa z nim rozmawiać”. W liście z 1989 roku określał Denga jako człowieka „o ograniczonym umyśle” i „małych talentach”, zaś w 1992 roku zakwestionował historyczne związki Tybetu z Chinami, wysuwając jednocześnie postulat przyłączenia go do Indii. Niepochlebnie wyraził się także o Pokojowej Nagrodzie Nobla dla innego chińskiego dysydenta, Liu Xiaobo, stwierdzając że był bardziej niż inni skory do współpracy z władzami, a w Chinach były dziesiątki lepszych kandydatów do nagrody Nobla.